# Lista de povos e tribos celtas
[[Imagem:Celtic expansion.PNG|300px|thumb|A dispersão da cultura Celta pela Europa: 

{{legend|#97ffb6|máxima da expansão céltica, em torno do século III a.C.
]]

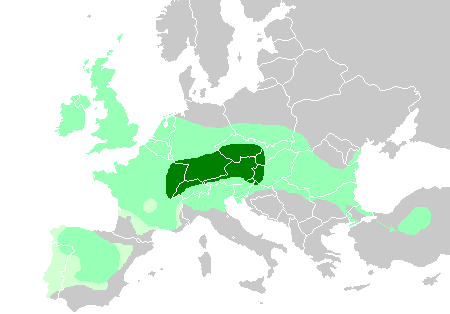
A dispersão da cultura Celta pela Europa:
núcleo do território Hallstatt, em torno do século VI a.C.
legend|#97ffb6|máxima da expansão céltica, em torno do século III a.C.
Área da Lusitânia da Ibéria, onde a presença céltica é incerta

Esta é uma lista de povos e tribos celtas, organizadas por província ou por região em que eles viveram.

## Gália

### Gália Cisalpina
Gália Cisalpina (em latim:Gallia Cisalpina), que significa "Gália aquém dos Alpes", foi uma denominação romana para uma região da Itália habitada pelos gauleses, correspondendo atualmente ao norte da Itália.
- Salassos — Vale de Aosta e Canavese (Norte de Piemonte) (Ivrea)
- Greócelos — Noroeste de Piemonte nos Alpes Graios
- Segusinos (ou Cócios) — Piemonte ocidental nos Alpes Cócios (Susa
- Taurinos — Piemonte (Turim)
- Vertamocórios — Piemonte Oriental (Novara)
- Ínsubres — Lombardia Ocidental (Milão)
- Oróbios — Lombardia central (Bérgamo)
- Cenomanos — Lombardia oriental (Bríxia, Cremona)
- Boios — Emília-Romanha Central (Bolonha)
- Ananos — Emília-Romanha Ocidental, Vale do rio Pó (Fidenza, Província de Placência)
- Língones — Nordeste da Emília-Romanha (Ferrara), Vale do rio Pó
- Sênones — Sudeste da Emília-Romanha (Rimini) e Norte de Marcas (Senigália)
- Lepôncios — Norte da Lombardia, Nordeste de Piemonte e os Alpes Lepontinos na Suíça
- Carnos — Norte do Friul

### Gália Transalpina
Gália Transalpina corresponde aos atuais territórios da Bélgica, França e Suíça. Em algum momentos, a província cobria parte do norte da Itália e Centro-Norte da Espanha. A província romana da Gália incluía tanto povos de língua Celtas como não Celtas.
Abaixo, a lista dos povos da Gália com as suas capitais/principais assentamentos da época:
- Éduos — Bibracte
- Alóbroges — Vienne
- Andécavos — Angers
- Aquitanos — Bordéus
- Armoricanos
- Arvernos — Gergóvia
- Baiocasses — Bayeux
- Belgas[1]
  - Ambianos — Amiens
  - Atrébates — Arras
  - Belóvacos — Beauvais
  - Cáletos
  - Lexóvios — Lisieux
  - Leucos
  - Mediomátricos — Metz
  - Menápios — Cassel
  - Morinos — Bolonha-sobre-o-Mar
  - Nérvios — Bavay
  - Remos — Reims
  - Suessiões — Soissons
  - Tréveros — Tréveris
  - Veliocasses — Ruão
  - Viromânduos — Noyon
- Boios — Boui perto Entrain[2]
- Boios Boates — La Tête de Buch
- Bituriges — Bourges
- Cambolectros atlânticos — Cambono
- Carnutes — Chartres
- Catalaunos — Châlons-en-Champagne
- Caturiges — Chorges
- Cenomanos — Le Mans
- Ceutrones — Moûtiers
- Curiosolitas — Corseul
- Eburões
- Helvécios — La Tène
- Médulos — Vienne e Médoc
- Namnetes — Nantes
- Parísios — Paris
- Petrocórios — Périgueux
- Pictões — Poitiers
- Ráuracos — Kaiseraugst (Augusta Ráurica)
- Redones — Rennes
- Rutenos — Rodez
- Santões — Santes
- Sênones — Sens
- Sequanos — Besançon
- Tigurinos — Yverdon-les-Bains
- Tectosages — Tolosa
- Tolosates — Tolosa
- Turones — Tours
- Únelos — Coutances
- Vangiões — Worms
- Vélavos — Ruessium
- Vênetos — Vannes
- Viducasses — Vieux
- Vocôncios — Vaison-la-Romaine

## Península Ibérica
Os Celtas na Península Ibérica eram tradicionalmente considerados como vivendo no limite do mundo Celta, dentro da Cultura de La Tène que definiu a Idade do Ferro Celta. Imigrações iniciais estão associadas a Cultura de Hallstatt e, posteriormente, ocorre a influência de La Tène com a chegada de novos povos. Culturas e populações Celtas ou Indo-Europeus Pré-Celtas existiram em grande número e a Ibéria foi o palco de um dos maiores assentamentos celtas de toda Europa.
- Albiões - Astúrias Ocidental (Espanha)
- Ástures - Astúrias, Norte de Leão (Espanha) e Oeste de Trás os Montes (Portugal)
- Autrigões - Leste de Burgos (Espanha)
- Berões - La Rioja (Espanha)
- Bletonésios - Salamanca (Espanha)
- Brácaros - Braga (Portugal)
- Galaicos - Galécia (Espanha e Portugal)
- Cântabros - Cantábria, parte de Astúrias e parte de Castela e Leão (Espanha); alguns os consideram como não celtas ou Pré-Celtas
- Carpetanos - Meseta Central (Espanha)
- Celtiberos - Meseta Central (Espanha)
- Célticos - Alentejo e Algarve (Portugal)
- Celernos - Braga (Portugal) e Ourense, Galiza (Espanha)
- Cónios - Algarve e Baixo Alentejo (Portugal); originalmente é provável que tenham sido Tartessianos ou similar, sendo celtizados pelos célticos
- Equesos - Minho e Trás-os-Montes (Portugal)
- Gróvios - Minho (Portugal) e Galiza, (Espanha)
- Interamicos - Trás-os-Montes (Portugal)
- Leunos - Minho (Portugal)
- Límicos - Minho (Portugal) e Galiza, (Espanha)
- Luancos - Trás-os-Montes (Portugal)
- Lusitanos - Ao sul do Rio Douro (Portugal) e em Extremadura ,(Espanha); usualmente considerados Pré-Celtas
- Lusões - Guadalajara (Espanha)
- Narbasos - Minho (Portugal) e Galiza, (Espanha)
- Nemetatos - Minho (Portugal)
- Oretanos - Mancha, leste de Andaluzia e Múrcia (Espanha); alguns não os consideram celtas
- Pésures - Douro e Sever do Vouga (Portugal)
- Quaquernos - Minho (Portugal)
- Seurbos - Minho (Portugal)
- Tamaganos - Chaves (Portugal)
- Taporos - Rio Tejo, em torno da área fronteiriça entre Portugal e Espanha
- Túrdulos Velhos - Douro (Portugal)
- Túrdulos - Vale do Rio Guadiana (Portugal) e [[Extremadura (Espanha)
- Ópido dos Túrdulos - Estremadura (Portugal)
- Turmogos - Burgos, Central (Portugal)
- Túrodos - Trás-os-Montes (Portugal) e Galiza, (Espanha)
- Váceos - Meseta Central (Espanha)
- Vetões - Ávila e Salamanca
- Zelas - Trás-os-Montes (Portugal)

## Grã-Bretanha
- Ancalites - origem incerta: especula-se em Hampshire e Wiltshire na Inglaterra
- Atrébates - uma importante tribo belga do sul da Inglaterra
- Atácotos - origem incerta
- belgas - Wiltshire e Hampshire (Inglaterra)
- Bíbrocos - mencionado por Júlio César; localização incerta, mas possivelmente em Berkshire (Inglaterra)
- Bórestos - Segundo Tácito, perto de Fife (Escócia)
- Brigantes - Norte da Inglaterra e sudeste da Irlanda
- Cérenos - No extremo oeste das Terras Altas (Escócia)
- Caledônios - Ao longo do Great Glen (Escócia)
- Cancíacos - Kent (Inglaterra)
- Carnónacas - Terras Altas Ocidentais (Escócia)
- Carvécios - Cumberland (Inglaterra)
- Cassos - Mencionado por Júlio César, possivelmente no sudeste da Inglaterra
- Cátenos - Norte e oeste de Sutherland (Escócia)
- Catuvelaunos - Tribo belga da região de Hertfordshire
- Cenimágnos - Mencionado por César e, provavelmente, seriam os Icenos
- Coritanos - Área das Midlands Orientais (Inglaterra)
- Corionótotas - Possivelmente uma tribo da região de Northumberland (Inglaterra)
- Cornóvios - Caithness (Escócia)
- Cornóvios - Região da Cornualha (Inglaterra)
- Cornóvios - Midlands Ocidentais (Inglaterra) e parte de Powys (País de Gales)
- Creões - Argyll (Escócia)
- Damnônios - Sudoeste da Escócia
- Décantas - Ross e Black Isle (Escócia)
- Décenglos - Flintshire (País de Gales)
- Démetas - Dyfed (País de Gales)
- Dóbunos - Cotswolds e Vale do Rio Severn (Inglaterra)
- Dumnônios - Cornualha, Devon e Somerset (Inglaterra)
- Durotriges - Dorset, Wiltshire e sul de Somerset (Inglaterra)
- Epídios - Kintyre e ilhas circunvizinhas (Escócia)
- Gânganos - Península de Llŷn (País de Gales)
- Icenos - Ânglia Oriental (Inglaterra)
- Lugos - Sul de Sutherland (Escócia)
- Nóvantas - Galloway e Carrick (Escócia)
- Ordovicos - Gwynedd (País de Gales)
- Parísios - East Riding of Yorkshire (Inglaterra)
- Regnenses - Hampshire (Inglaterra)
- Escotos - Porção ocidental da Escócia
- Segontíacos - Provavelmente sudeste da Inglaterra
- Sélgovas - Dumfriesshire e Kirkcudbrightshire (Escócia)
- Setâncios - Lancashire (Inglaterra)
- Siluros - Sul do País de Gales
- Ésmertas - Sutherland Central
- Téxalos - Angus e Grampian (Escócia)
- Trinobantes - Essex (Inglaterra)
- Vacómagos - Cairngorms (Escócia)
- Venicões - Fife e sudoeste de Tayside (Escócia)
- Votadinos - Nordeste da Inglaterra e Sudeste da Escócia (depois iriam formar o Gododdin)

## Irlanda